# ルイス・スモルカ
ルイス・スモルカ（Louis Smolka、1991年7月16日 - ）は、アメリカ合衆国ハワイ州カポレイ出身の男性総合格闘家。ハワイ・エリートMMA所属。元PXCフライ級王者。

## 来歴
拳法と柔道を学び、2012年にプロ総合格闘技デビュー。

### PXC
2013年11月9日、PXCフライ級タイトルマッチでアレ・カリと対戦し、マウントパンチでTKO勝ちを収め王座獲得に成功した。

### UFC
2014年1月15日、UFC初参戦となったUFC Fight Night: Rockhold vs. Philippouでアルプトキン・オズキリッチと対戦し、3-0の判定勝ちを収めた。
2014年5月10日、UFC Fight Night: Brown vs. Silvaでフライ級ランキング10位のクリス・カリアソと対戦し、1-2の判定負けでキャリア初黒星を喫した。
2014年11月8日、UFC Fight Night: Rockhold vs. Bispingでリチー・ヴァキュリクと対戦し、パウンドでKO勝ち。パフォーマンス・オブ・ザ・ナイトを受賞した。
2016年7月13日、UFC Fight Night: McDonald vs. Linekerでベン・グエンと対戦し、マウントエルボーでTKO勝ち。パフォーマンス・オブ・ザ・ナイトを受賞した。
2016年12月30日、UFC 207でフライ級ランキング13位のレイ・ボーグと対戦し、判定負け。
2017年4月15日、UFC on FOX 24でフライ級ランキング9位のティム・エリオットと対戦し、0-3の判定負け。ファイト・オブ・ザ・ナイトを受賞した。

#### UFC復帰
2018年11月24日、UFC復帰戦となったUFC Fight Night: Blaydes vs. Ngannou 2でス・ムダルジと対戦し、腕ひしぎ十字固めで一本勝ち。
2020年12月5日、UFC on ESPN: Hermansson vs. Vettoriでホセ・キニョネスと対戦し、パウンドで2RTKO勝ち。

## 戦績

### プロ総合格闘技
| 総合格闘技 戦績 | 総合格闘技 戦績 | 総合格闘技 戦績 | 総合格闘技 戦績 | 総合格闘技 戦績 | 総合格闘技 戦績 | 総合格闘技 戦績 |
| --------------- | --------------- | --------------- | --------------- | --------------- | --------------- | --------------- |
| 26 試合         | (T)KO           | 一本            | 判定            | その他          | 引き分け        | 無効試合        |
| 17 勝           | 8               | 7               | 2               | 0               | 0               | 0               |
| 9 敗            | 2               | 3               | 4               | 0               | 0               | 0               |

| 勝敗 | 対戦相手                             | 試合結果                              | 大会名                                         | 開催年月日     |
| ×    | デイビー・グラント                   | 3R 0:49 KO（パウンド）                | UFC on ESPN 36: Błachowicz vs. Rakić           | 2022年5月14日  |
| ×    | ヴィンス・モラレス                   | 1R 2:02 KO（右フック→パウンド）       | UFC on ESPN 31: Font vs. Aldo                  | 2021年12月4日  |
| ○    | ホセ・キニョネス                     | 2R 2:15 TKO（パウンド）               | UFC on ESPN 19: Hermansson vs. Vettori         | 2020年12月5日  |
| ×    | ケイシー・ケニー                     | 1R 3:03 ギロチンチョーク              | UFC on ESPN 9: Woodley vs. Burns               | 2020年5月30日  |
| ○    | ライアン・マクドナルド               | 1R 4:43 TKO（右フック）               | UFC Fight Night: Cowboy vs. Gaethje            | 2019年9月14日  |
| ×    | マット・シュネル                     | 1R 3:18 三角絞め                      | UFC Fight Night: Lewis vs. dos Santos          | 2019年3月9日   |
| ○    | ス・ムダルジ                         | 2R 2:07 腕ひしぎ十字固め              | UFC Fight Night: Blaydes vs. Ngannou 2         | 2018年11月24日 |
| ○    | カイル・エストラーダ                 | 2R 5:00 TKO（ドクターストップ）       | CXF 15                                         | 2018年10月20日 |
| ○    | タイセン・リン                       | 3R ギロチンチョーク                   | Destiny MMA: Fight Night 5                     | 2018年6月23日  |
| ○    | タイロン・クリスチャン・ゴルゴニアン | 1R 1:15 TKO（ドクターストップ）       | Gladiator Challenge: MMA Fighting Championship | 2018年4月21日  |
| ×    | マテウス・ニコラウ                   | 5分3R終了 判定0-3                     | UFC 219: Cyborg vs. Holm                       | 2017年12月30日 |
| ×    | ティム・エリオット                   | 5分3R終了 判定0-3                     | UFC on FOX 24: Johnson vs. Reis                | 2017年4月15日  |
| ×    | レイ・ボーグ                         | 5分3R終了 判定0-3                     | UFC 207: Nunes vs. Rousey                      | 2016年12月30日 |
| ×    | ブランドン・モレノ                   | 1R 2:23 ギロチンチョーク              | UFC Fight Night: Lineker vs. Dodson            | 2016年10月1日  |
| ○    | ベン・グエン                         | 2R 4:41 TKO（マウントエルボー）       | UFC Fight Night: McDonald vs. Lineker          | 2016年7月13日  |
| ○    | パディ・ホロハン                     | 2R 4:09 リアネイキドチョーク          | UFC Fight Night: Holohan vs. Smolka            | 2015年10月24日 |
| ○    | ニール・シーリー                     | 5分3R終了 判定3-0                     | UFC 189: Mendes vs. McGregor                   | 2015年7月11日  |
| ○    | リチー・ヴァキュリク                 | 3R 0:18 KO（左サイドキック→パウンド） | UFC Fight Night: Rockhold vs. Bisping          | 2014年11月8日  |
| ×    | クリス・カリアソ                     | 5分3R終了 判定1-2                     | UFC Fight Night: Brown vs. Silva               | 2014年5月10日  |
| ○    | アルプトキン・オズキリッチ           | 5分3R終了 判定3-0                     | UFC Fight Night: Rockhold vs. Philippou        | 2014年1月15日  |
| ○    | アレ・カリ                           | 2R 1:52 TKO（マウントパンチ）         | PXC 41 【PXCフライ級タイトルマッチ】           | 2013年11月9日  |
| ○    | ジェシー・ラフォルス                 | 1R 1:59 リアネイキドチョーク          | PXC 39                                         | 2013年9月14日  |
| ○    | アルヴィン・カクダック               | 3R 3:59 リアネイキドチョーク          | PXC 35                                         | 2013年2月16日  |
| ○    | ブライアン・ト・ハン・ラム           | 1R 3:54 腕ひしぎ十字固め              | PXC 34                                         | 2012年11月17日 |
| ○    | カウィカ・マーティン                 | 2R 2:53 ダースチョーク                | KOTC: Mana                                     | 2012年10月20日 |
| ○    | シェーン・パカーロ                   | 2R終了時 TKO（ドクターストップ）      | Destiny MMA: Unleashed                         | 2012年4月28日  |

### アマチュア総合格闘技
| 勝敗 | 対戦相手           | 試合結果                 | 大会名                                     | 開催年月日   |
| ○    | ザカリー・クローズ | 1R 1:53 腕ひしぎ十字固め | X-1 vs. Destiny MMA: Showdown in Waipahu 3 | 2010年8月7日 |

## 獲得タイトル
- 第2代PXCフライ級王座（2013年）

## 表彰
- 柔道 茶帯
- UFC ファイト・オブ・ザ・ナイト（1回）
- UFC パフォーマンス・オブ・ザ・ナイト（2回）